# 小倉美咲失蹤案
小倉美咲失蹤案是在2019年9月21日，發生於日本山梨縣道志村的一起兒童失蹤案件，當時年僅7歲的女童小倉美咲在當地露營期間失蹤，其後于2022年5月14日被證實死亡。

## 事件
2019年9月21日，家住千葉縣成田市的7歲女童小倉美咲與父母和在育兒小組認識的成員，一共27人在當日中午12點15分到達位於山梨縣道志村的椿莊汽車露營地（椿荘オートキャンプ場）露營。在15點35分左右，其中9名小孩子前往離營地約150米的附近一條小河游玩，小倉美咲則在5分鐘后一個人追趕過去。15點50分左右，家長們到小河邊去迎接女童和其他小孩子；其后在16點發現女童失蹤，並於17點向警方報案。
母親報警後，山梨縣警和消防隊、自衛隊在女童失蹤地點連續多日展開大規模搜索，但都毫無所獲，就連一名參與尋找的志願者都曾一度失蹤（後尋獲）。山梨縣警於9月30日對外公布女童的照片，而搜救行動於10月6日終止。2020年9月21日，日本警方對該案件重新展開搜索。
2022年4月25日，有參與搜索的志願者向警方報案，指在離失踪現場600米的一個已經乾涸的沼澤裏發現了一塊疑似頭骨破片。警方接報后重新開展大規模搜索，並于4月底至5月初期間在沼澤附近陸續發現懷疑屬於女童的襪子、運動鞋和部分遺骸。5月12日，警方發佈了對頭骨破片的线粒体DNA鑒定結果，證實該破片裏的线粒体DNA與女童的母親相同。5月14日，警方再公佈對另一片遺骸的DNA测序結果，證實該遺骸屬於小倉美咲，亦同時證實小倉美咲已經不幸去世。

## 誹謗與中傷
針對小倉美咲的母親，網路上出現了對其無端的質疑與攻擊，許多人在網路上散佈不實指控與誹謗言論。這些行為引發了相關刑事案件，其中包含逮捕與法律處置的案例

### 名譽毀損
在靜岡縣熱海市，一名69歲自稱投資者的男子，於其部落格張貼A母親的照片，並撰文聲稱：「因育兒壓力，小倉美咲的母親在家殺了女兒，並藉由惡劣天氣掩飾為失蹤案件，進一步利用募款進行詐騙」。此舉涉嫌名譽毀損，該男子因此遭到逮捕，並於2020年11月4日被起訴。
在2021年2月25日的首次公審中，該男子否認起訴內容，並辯稱：「我完全不認為這構成名譽毀損」，甚至表示：「寫這些內容有什麼錯？」。
11月25日，千葉地方法院進行了求刑公審，檢察官指出：「這行為惡質且對受害者的影響極其重大」。檢察方指出，該男子以中傷A的母親為手段，藉此吸引部落格讀者的注意力，進一步加深小倉美咲母親因孩子失蹤而受到的精神打擊，因此建議判處有期徒刑1年6個月。
另一方面，辯護律師則主張，被告行為缺乏充分證據證明，要求判無罪。即便被告確實進行了相關行為，辯方也主張：「此行為並未直接降低小倉美咲母親的社會評價」，並要求給予緩刑判決。

### 恐嚇
靜岡縣函南町一名31歲的自稱建築工人男子，透過小倉美咲的母親的Facebook帳號發送恐嚇性私訊，包括「妳就是兇手吧，我要殺了妳」以及「我會去殺妳」等內容，涉嫌恐嚇而遭到逮捕。
2020年10月19日，千葉地方法院對該案件作出判決。法院認定，被告基於毫無根據的信息，出於身為旁觀者的憤怒而進行威脅，行為陰險且缺乏可諒解的動機。然而，考量到被告無前科，且承認了自己的罪行，法院判處有期徒刑6個月，緩刑3年。檢方對此的求刑為6個月。